# 小林秀年
小林 秀年（こばやし ひでとし、1954年11月29日-）は、日本の法学者。東洋大学法学部教授。専門は民法・企業担保法・信託法。埼玉県東松山市在住。東洋大学名誉教授でそごう社長も務めた水島廣雄に師事。水島氏の特殊担保法の講座を引き継ぎ担当する。また、大学院時代は、水島氏の文献の校正を担当している。

## 経歴
- 1978年 東洋大学法学部卒業
- 1983年 東洋大学大学院法学研究科博士課程単位取得
- 1983年 東洋大学法学部　講師
- 1988年 東洋大学法学部　助教授
- 1995年 東洋大学法学部　教授

## 所属学会
- 日本私法学会
- 金融法学会
- 信託法学会

## 主な著書・論文
- 『民法注解財産法Ⅰ』（共著、青林書院、1989年）
- 『物権法』（共著、八千代出版、1987年）
- 「企業における無体財産権の担保化」東洋法学第54巻第3号（2011年）
- 「企業担保制度とその法的構造―新財団抵当制度の立法的課題に対する検討―」東洋法学第50巻第1・2合併号（2007年）
- 「工場抵当法三条目録の効力について」清水曉他編『遠藤浩先生傘寿記念　現代民法学の理論と課題』（第一法規出版、2002年）
- 「企業担保の理論―企業担保法改正論―」東洋法学第30巻1・2合併号（1988年）
- 「企業担保制度の客体」東洋法学第27巻第2号（1984年）

## 研究
企業担保法における客体は、企業の総財産であるが、その総財産は現行法による強制執行の目的に限定されている。企業担保法が、イギリスのfloating chargeに範をとっているのであり、技術や暖簾などの経済的利益も含めて客体とすることによって、本来の企業の担保となり得るとする。 
企業担保法における担保権の実行において、社債権者は会社の解体あるいは処分ではなく、債務が弁済されることが重要なわけであり、返済が滞ったからといて、ただちに、一括競売あるいは任意売却という方法をとる必要もない。まずは、企業の更生、そして、どうしても上手くいかない場合において、初めて競売とするのが望ましい。イギリス法において実行手続きにおいて収益管理人（receiver and manager）が任命され、会社の業務を継続できるわけであり、わが国においても同制度を導入すべきとする。
経済産業省の企業法制研究会（担保制度研究会）からの報告書『「不動産担保」から「事業の収益性に着目した資金調達」へ』（平成15年１月）を踏まえて、プロジェクト・ファイナンスにおける担保範囲を包括的な担保とする方法は、企業担保法、あるいは、イギリス法のFloating Charge の制度の活用が必要であるとする。大陸法を継受したわが国物権法の従物理論から、イギリス法の集合物理論を基礎とした担保制度の考究が要請される。